# La Graniza
La Graniza är en ort i Mexiko.   Den ligger i kommunen Tepehuanes och delstaten Durango, i den centrala delen av landet, 1 000 km nordväst om huvudstaden Mexico City. La Graniza ligger 2 463 meter över havet och antalet invånare är 102.
Terrängen runt La Graniza är kuperad, och sluttar söderut.  Trakten runt La Graniza är nära nog obefolkad, med mindre än två invånare per kvadratkilometer. Det finns inga andra samhällen i närheten. I omgivningarna runt La Graniza växer huvudsakligen savannskog.